# Shannon Tweed
Shannon Lee Tweed (St. John's, Canadá 10 de março, 1957) é uma modelo e atriz canadense ex-coelhinha da Playboy. 
É esposa do baixista da banda de rock Kiss, Gene Simmons (com quem tem dois filhos, Sophie e Nicholas).  Já fez participações em pequenos filmes.

## Filmografia
- Detroit Rock City (1999)
- A Ilha do Diabo (1997)
- Ameaça Terrorista - Acesso Negado (1997)
- Noites de Tempestade (1996)
- Night Visitor (1989)
- Dragnet - Desafiando o Perigo (1987)
- O Inimigo Desconhecido (1983)
- Sexy E Mortal
- Armadilha da Sedução, A
- Sedução Mortal
- Uma Relação Perigosa
- Montanha Do Diabo, A
- A Ilha Do Diabo
- Uma Relação Perigosa / Desejos - (Box 2 DVDs)
- Ameaça Terrorista - Acesso Negado
- Playboy - O Melhor De Shannon Tweed
- Desejos
- Noites De Tempestade
- Uma Paixão Incontrolável (4)
- Ópio - A Conexão Fatal
- Perfil Assassino
- Homicídio Em Vegas
- Comportamento Indecente (2)
- As Duas Faces Do Desejo
- Entre O Amor E O Desejo
- Risco De Morte
- Armadilha Fatal
- Obsessão Sexual
- Intenções Perigosas
- Olhos Noturnos (3)
- Fluidos Do Mal
- Cold Sweat - Desejo Assassino
- Um Sem Juízo, Outro Sem Razão
- Verdade Nua E Crua, A
- Obsessão Sem Limites
- Olhos Noturnos (2)
- No Frio Da Noite
- Assalto À Fortaleza
- Playboy - Playmates Da Década
- Justiceiro Do Futuro
- Lethal Woman
- Olho Por Olho
- Steele Justice - O Justiceiro
- Vingança - O Resgate
- Almôndegas (3)
- Codinome: Vingança
- O Inimigo Desconhecido